# 冈田酸
冈田酸（英語：Okadaic acid，OA）又称冈田软海绵酸，是几种双鞭毛虫（甲藻）产生的毒素，其名字源自日本的冈田软海绵（拉丁語：Halichondria okadai），但有时又被译为大田软海绵酸。其在一些海绵和海贝中积累，同时也是腹泻性贝毒（DSP）的主要毒素之一。其主要通过强效抑制磷酸酶引起细胞产生多种不良反应。
冈田酸是三十八碳脂肪酸的聚醚兼聚酮衍生物。冈田酸及其他复杂的聚酮类甲藻毒素的合成过程为科学家研究生命过程以及磷酸酶在细胞中起到的作用提供了很好启示。

## 历史
早在1961年，荷兰以及智利湖大区就有因食用煮熟的贻贝而导致的肠胃疾病报导，当时人们试图找出原因，但忽略了甲藻这一真凶而搜寻未果。
到了20世纪70年代末，日本爆发了一系列食物中毒疫情，导致了一种新的贝类毒素类型被发现，根据其中毒症状被命名为腹泻性贝毒（Diarrhetic Shellfish Poisoning, DSP）。1976年这种DSP仅影响本州岛北部地区，到了1977年则波及到东京、横滨等大城市。研究人员在受影响地区的食用贝类中进行筛查，发现了一种脂溶性毒素与164例中毒报告有关，经过溯源，这种毒素源自宫城县捕获的贻贝和扇贝中。此外，在日本东北部地区，流传着“贝类在泡桐花盛开的时节就变毒”的说法。此轮爆发结束后，经研究发现这些贝类在6至7月出现毒性并达到中毒爆发高峰，随后在8至10月彻底失去毒性。
在同一时期日本别处，藤泽制药公司（日语：藤沢薬品工業株式会社）于1975年在冈田软海绵中提取到了一种强細胞毒素，并命名为软海绵素A（Halichondrine-A），随后在1981年，在冈田软海绵中和位于佛罗里达礁岛群地区的近亲隐瓜海绵（Halichondria melanodocia）中提取到了新的同一种剧毒物质，在确认其结构后并命名为“冈田酸”。随后证实冈田酸是共生于上述两种海绵的利马原甲藻（Prorocentrum lima）所产生。冈田酸同时也是第一个发现的源自海洋生物的离子载体。
随后人们将冈田酸与几年前发现的另一种导致1976年日本东北部贝类中毒事件的腹泻性贝毒—鳍藻毒素-1（dinophysistoxin-1，DTX-1）进行比较，发现两者化学性质非常相似，并证实冈田酸也是一种腹泻性贝毒。自腹泻性贝毒首次被报导以来，有关腹泻性贝毒中毒的报道已遍布世界各地，尤其在日本、南美和欧洲地区最为集中。

## 合成

### 衍生物
冈田酸以及其类似物鳍藻毒素（DTX）均为一类名为聚酮类化合物的复杂分子，这些分子的结构中包括多个螺缩酮以及稠合醚环结构。

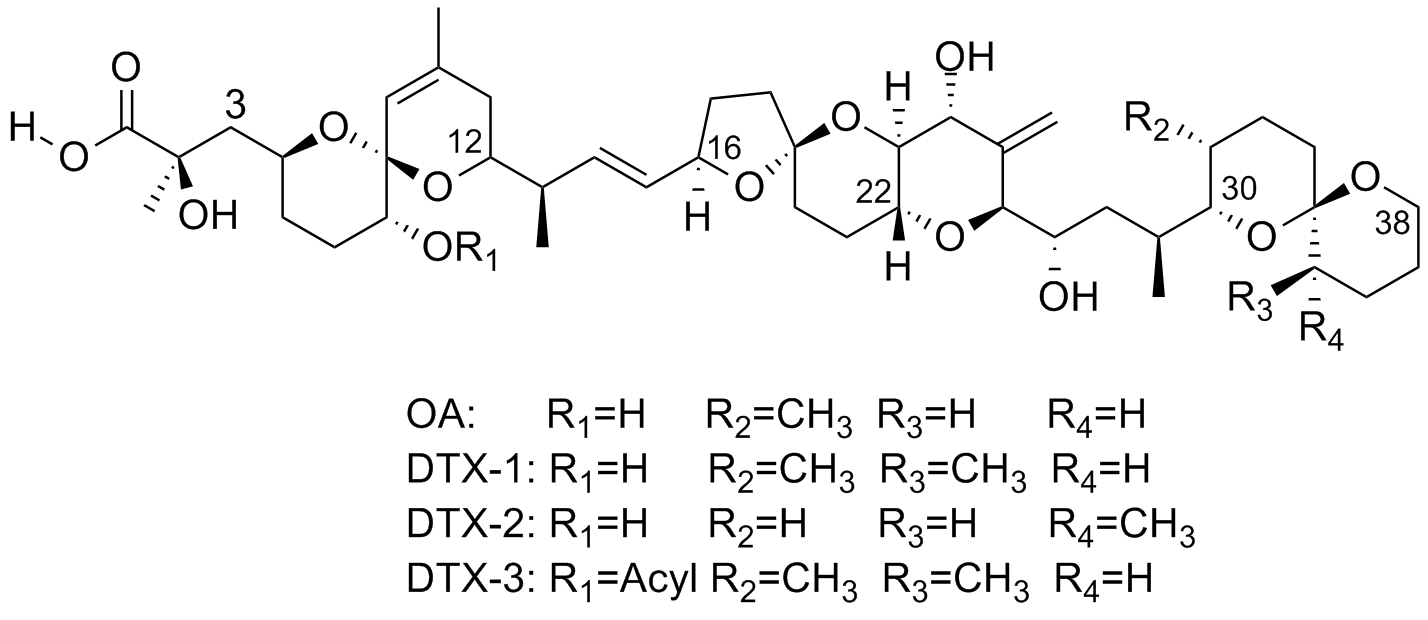
冈田酸与DTX的结构关系

### 生物合成
冈田酸以及其衍生物在甲藻中是通过聚酮合成酶（polyketide synthase，PKS）作用合成得到。利用同位素标记法研究甲藻合成冈田酸类聚酮的中间过程，发现其过程与其他大部分生物聚酮合成过程差别很大，中间产物经历了各种不寻常的修饰。同时冈田酸类聚酮也是这类聚酮中研究最为深入的一种。
冈田酸以乙醇酸为初始原料，并作为分子中37和38号碳来源，然后都是通过活化的乙酰基团来延长碳链。因为其合成过程和脂肪酸合成过程相似，都是通过酮还原、脱水以及烯烃还原三个基本反应实现碳链的延长。但如果缺少三种反应中的一个或多个，再加上几种不寻常的反应就形成了冈田酸中复杂的官能团结构。α和β位的碳增加与减少则构成了冈田酸合成过程中除三种反应之外的其他转化步骤。
碳原子的减少过程通过法沃尔斯基重排和随后的脱羧实现。具体来说，乙醇酸与酶结合形成活化的乙酰基团进攻酮羰基，随后发生脱羧或脱氢形成双键替代原先的羰基，该过程在α和β位的烷基化过程均有发生。随后双键发生异构化转移到热力学更稳定的位置，抑或者形成环，以产生天然产物。

### 实验室合成

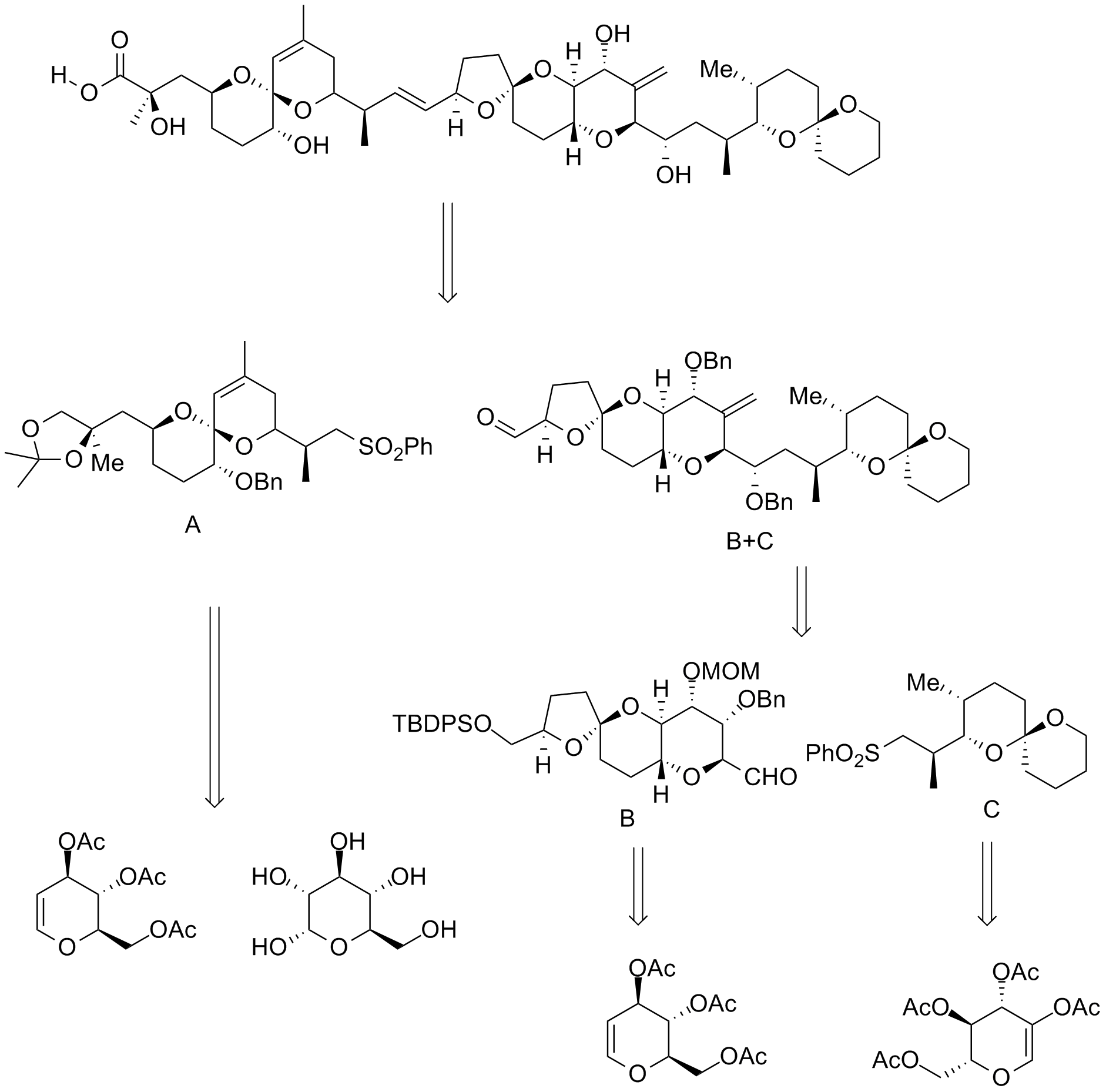
Isobe法合成冈田酸路线

迄今为止，已有多个对冈田酸及其衍生物的合成研究，包括三个不同课题组分别提出的3种全合成方法。分别是1986年的Isobe法、1997年的Forsyth法和1998年的Ley法。
在Isobe法中，首先分别合成冈田酸的三个部分，即在C14-C15和C27-C28处断开产生的A、B、C三个部分。然后先将B和C结合后再与A结合，就得到完整的冈田酸。全程共计106步，最长线性步骤为54步。且三个部分均从葡萄糖衍生物的手性池得到。对于结构中的螺缩酮，则是由酮二醇前体在酸中加热反应得到。

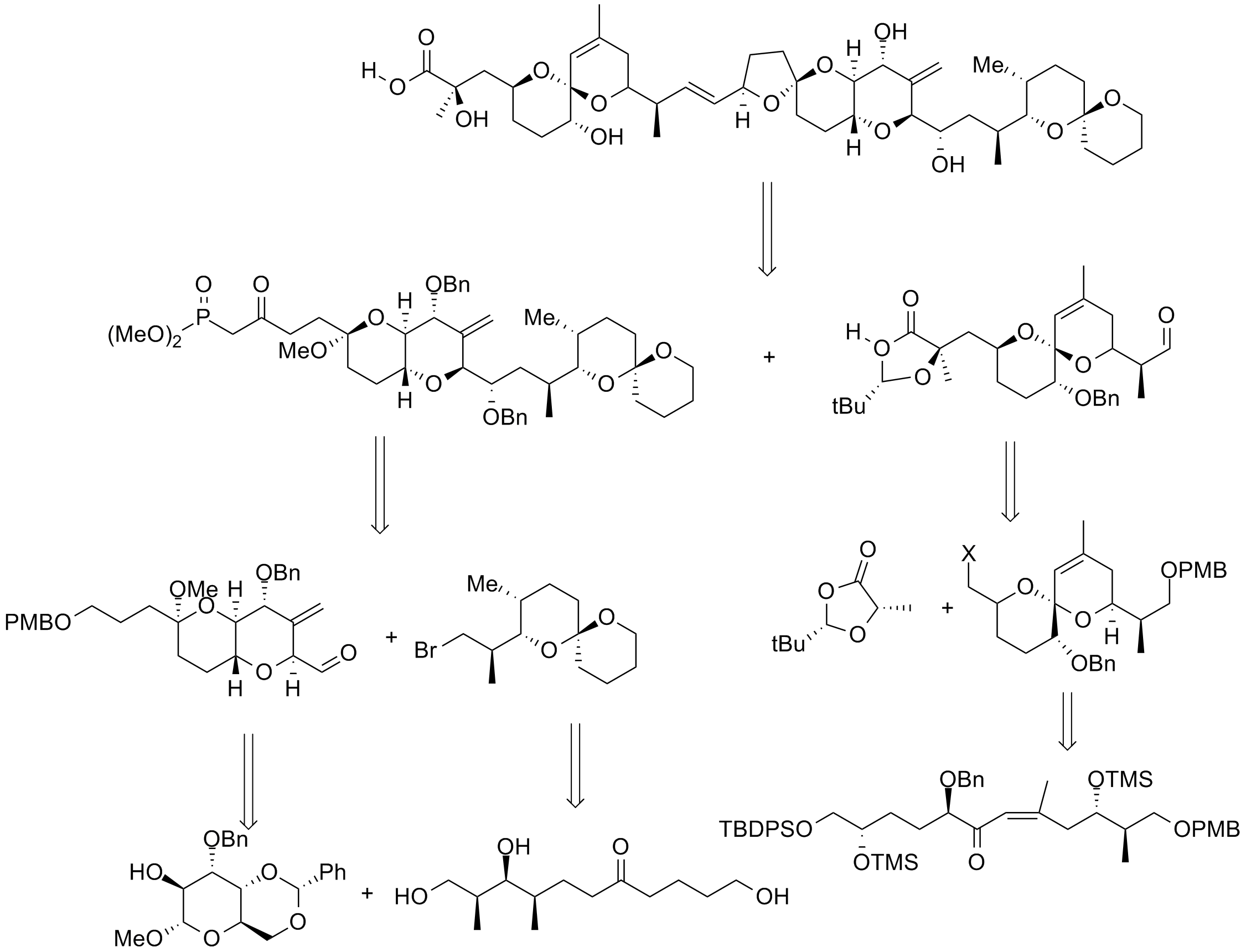
Forsyth法合成冈田酸路线

Forsyth法和前者类似，都是先分别得到冈田酸结构部分，最后在组装成冈田酸。但Forsyth法用到的步数更少，并且衍生物可设计性更强。其设计的方法可允许结构部分在最终合体前结构发生改变，也可以引入重要的官能团在合体后进行后续修饰。总体下来，总收率为3%，最长线性步骤为26步。而且其螺缩酮结构也是在酸中加热得到。

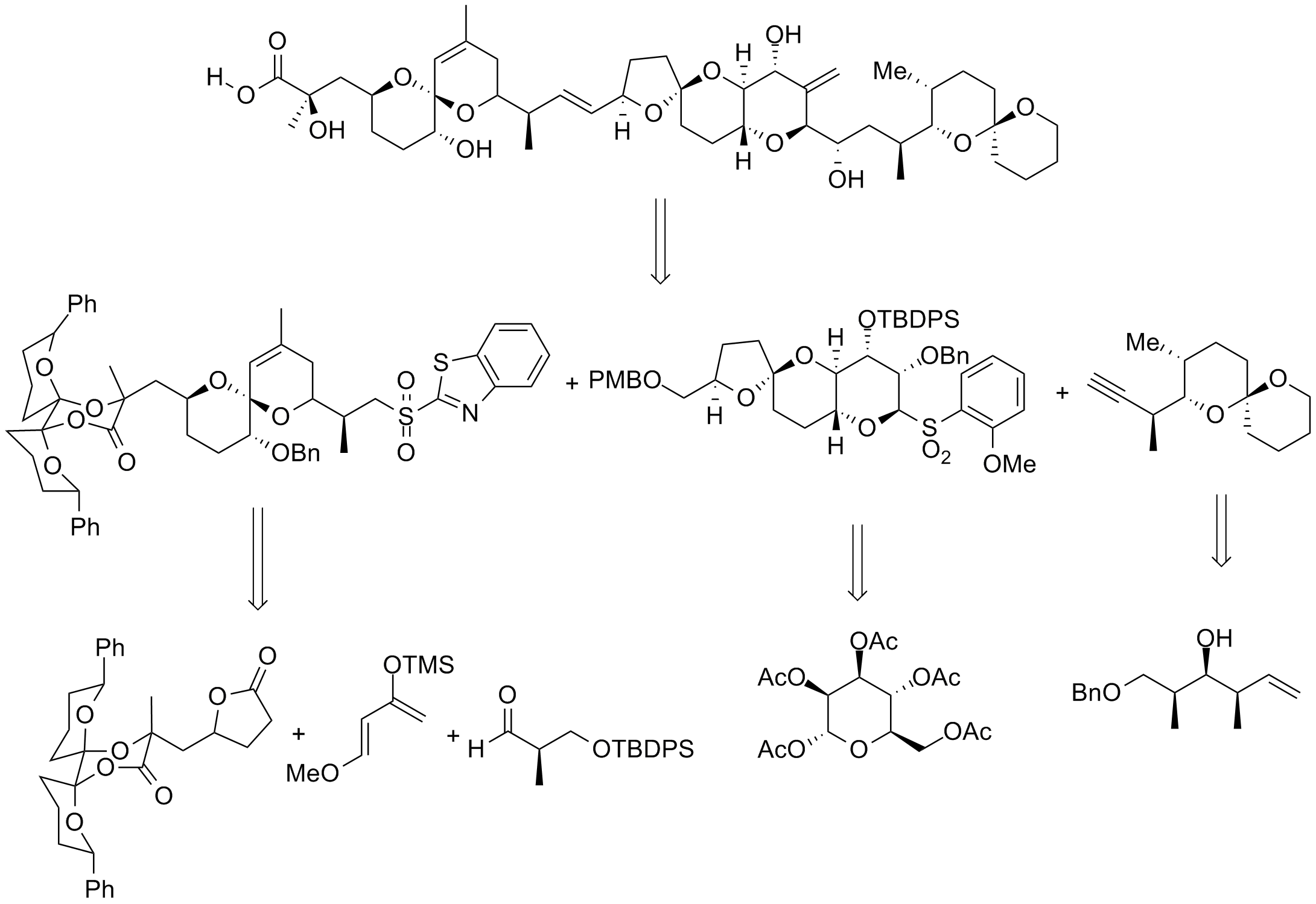
Ley法合成冈田酸路线

Ley法与前两者尽管有相似之处，但总体上大为不同。虽然都是沿非环状链拆分成三个部分，但是其得到螺缩酮的方法不同。其采用了(二苯基磷氧基)-四氢呋喃和(苯基磺酰基)-四氢吡喃，使得其在更温和的条件下就可得到螺缩酮。得到的冈田酸分子中部分手性中心的立体构型由其手性池中起始原料构型决定。(图片中以甘露糖为例)

## 生物学效应

### 作用机制
已知冈田酸及其类似物能强烈抑制磷酸酶，特别是蛋白丝氨酸/苏氨酸磷酸酶的活性。其被发现能与1型蛋白磷酸酶（PP1）和2A型蛋白磷酸酶（PPA2）特异性结合，解离常数分别达到了 150 nM和30 pM。基于此特性，人们可利用冈田酸以及其类似物来研究磷酸酶在细胞中的作用.。一旦冈田酸与磷酸酶结合，就会导致患病细胞内特定蛋白质的过度磷酸化（如Tau蛋白），进而降低对细胞对钠离子分泌和溶质通透性的控制。在冈田酸和其衍生物对PP2A结合能力的测试结果中，仅有一种衍生物结合力很低，可见这类化合物对PP2A结合能力之强。但鳍藻毒素-1结合力更强，是前者的1.6倍。此外，为了确定不同冈田酸衍生物混合物的毒性，已研究了这类衍生物的抑制当量因子（inhibitory equivalency factor）。在野生型PP2A中，冈田酸的抑制当量为鳍藻毒素-1的0.9倍，以及鳍藻毒素-2的0.6倍。

### 毒理学
冈田酸以及相关衍生物作为腹泻性贝毒素，其主要接触途径主要是食用贝类。早期研究发现，毒素在贝类肝胰脏中最多，其次是鳃。中毒症状包括水样型腹泻和严重腹痛，罕见的还会出现恶心呕吐症状，而且症状往往在食用后0.5-12小时之内出现，症状会持续2至3天后可自行痊愈。成年人约摄入40 μg冈田酸就会引起腹泻。

### 医学用途
由于其对磷酸酶的抑制作用，冈田酸在医学领域有很多潜在运用。冈田酸刚被发现时，特别是其粗提取物表现出对癌细胞的强效抑制作用，所以研究者研究兴趣往往集中在这一特性上。后来才发现起作用的其实是当中的软海绵素，对冈田酸的细胞毒性研究兴趣开始减少。但其对细胞产生的其他性质仍有很大的关注，现已经证实其有神经毒性、免疫毒性和胚胎毒性。此外，在小鼠皮肤的两阶段致癌测试过程中，冈田酸和其衍生物已被证明具有促癌作用。正因如此，人们已经研究了冈田酸对阿尔茨海默症、艾滋病、糖尿病和其他疾病的影响。

## 延伸阅读
- Forsyth, C. J.; Sabes, S. F.; Urbanek, R. A. . Journal of the American Chemical Society. 1997, 119 (35): 8381–8382. doi:10.1021/ja9715206.